# Јасмина Трумбеташ
Јасмина Трумбеташ (Београд, СФРЈ, 22. новембар) је српски оперски сопран.

## Биографија
Као дипломирани слависта на Филилошком факултету, упоредо је учила певање прво код професора Предрага Андровића, а затим код професорке Радмиле Бакочевић, код које је и магистрирала.
Од 2002. године добила је звање првакиње опере у Народном Позоришту у Београду.

## Каријера

### Опера
До сада је остварила низ главних улога сопранског фаха:
Леонора у Трубадуру и у Моћи Судбине, Елизабета у Дон Карлосу, Амелија у Балу под маскама, Аида, Мадам Батерфлај, Татјана у Оњегину, Мими у Боемима, Микаела у Кармен, Адриана Лекуврер, Маргарета у Фаусту, Фјордилиђи у Тако Чине Све (Моцарт), Памина у Чаробној Фрули, Каролина у Две Удовице, Ебигејл у Вештицама из Салема, Хасанагиница.

### Концерти
Одржала је низ концерата по Србији и иностранству: Норвешка, Немачка, Италија, Португал, Женева, Варшава, Грчка, Париз, Лондон, Копенхаген, Израел.
У њен концертни репертоар спадају Вердијев реквијем, Дворжаков реквијем, Моцартов реквијем, Бетовенова 9. симфонија, Брукнерова миса, Рахмањинова звона, Реквијем Ксеније Зечевић, Перголезијев Стабат Матер, Хонгеров Краљ Давид.

## Награде
За уметничка остварења добила је више домаћих и иностраних признања:
- Награда УМУС за најбољи концерт у 2014 год.[5]
- Награда Народног Позоришта за улогу Маргарете у Фаусту 2003 год.
- Награда Народног Позоришта за улогу Леоноре у Моћи Судбине 2009 год.
- II награда на такмичењу "Spontini- Pergolesi" у Италији, 2000. год.
- "Jeunesse Musicales" специјана награда ѕа најбоље извођење композиције, у Београду 1993 год.

## Остало
Живи у Београду. У браку је с Небојшом Петровићем, инжењером, има два сина: Стефана (18) и Александра (14).